# 多倫多方臉
多倫多方臉（1993年6月15日—），簡稱方臉，加拿大華僑、中國自由派企業家、時事評論員、YouTuber，原為江苏省宿迁人。其X帳戶、YouTube帳戶頭像與個人網站圖標為大山版的哆啦A夢正面半身像，並以諷刺網絡紅人「波士頓圓臉」而得名。因引用數據和理論評論白紙運動、中國稅務、土地財政、中等收入陷阱、民主進程、外交關係、轉載中國新聞而走红。截至2025年6月25日，其YouTube訂閱者數量達45.5萬。

## 經歷
据多伦多方脸本人其视频、个人网站、个人采访等公开信息中透露，多伦多方脸曾于海外攻读经济学硕士学位，后回国创业（也有视频阐述一直在中国境内的互联网公司工作）。新冠病毒疫情期间，身处武汉的多伦多方脸目睹武汉市封城期间的食物供给乱况、加之国内营商环境的恶化，导致多伦多方脸离开中国，前往加拿大定居生活。
抵达加拿大后，多伦多方脸开始在中国信息分享网站知乎上发表文章。知乎账号被封禁之后，开设YouTube账号与X账号，以经营自媒体为生。
2024年12月21日，多伦多方脸宣布加入由著名网络社交媒体博主李老师不是你老师组织的雪花基金会，成为雪花基金会管理人，并参与了李老师不是你老师发行的迷因币李币（Whyyoutouzhele ($LI)）的投资。

## 主要活動及觀點
多伦多方脸曾于知乎发布的文章多为对政治、经济及历史事件的分析。YouTube发布的视频多为对中国现行政治体系、经济体系的剖析；中国民主化的好处；中国共产党执政对中国公民的危害及中国社会热点事件的评价等。
多伦多方脸基于东欧剧变时期波兰、立陶宛、罗马尼亚等前社会主义国家民主化过程中的经验历程及马克思主义学者葛兰西等学者的观点提出“七步民主论”。他认为，在一个极权主义，威权主义国家进入民主化的过程中，大体会经历如下七个阶段：虚假合意、虚假合作、非反对抗议、街头抗议、军警镇压、军队倒戈、政府倒台。
2024年6月4日，多伦多方脸参加多伦多“六四”三十五周年集会并发表讲话。
2025年6月2日，多倫多方臉在社交媒體上傳了駕駛自製小型坦克車的影片，雖然其在事後解釋說使用較輕鬆的方式是爲了能吸引更多年輕人瞭解“六四”，但依然被指對“六四”遇難者不夠尊重，引起了一定爭議。

## 評價

### 正面評價
据美国之音报导、多伦多方脸通过数据和逻辑推理，揭示了中国政治体制的弊端，深受观众喜爱。他在视频中详细对比了各国的福利和税收水平，帮助观众了解中国的实际税收情况。他还通过分析中国延迟退休政策，指出其背后的深层次原因，展现了对社会问题的深刻洞察力。他的内容不仅具有深度，还能引发观众的思考，体现了他对中国民主化的坚定信念。

### 負面評價
多伦多方脸在参与李老师不是你老师发行的李币项目时，曾表示其为一种创新的资金募集渠道，并计划成为雪花基金的共同管理人，监督资金用途。然而，财经人士对该项目提出了严厉的批评，认为其风险极高，投资者可能面临重大损失。